# 张家界站
张家界站位于中国湖南省张家界市永定区，是焦柳铁路上的客运二等站，隶属于广州局集团张家界车务段管辖。
车站建于1978年，原名大庸南站，1992年3月更名为大庸站。在当地，车站又被俗称为“张家界南站”或“官黎坪火车站”，于2008年1月19日由原大庸站重建而成，同时，原张家界站更名为张家界北站。

## 车站结构
张家界站站房面积18784平方米。车站设有5条客车到发线、2条货车到发线和1条货物线；旅客基本站台1座,中间站台2座。车站西咽喉设有网工区、油库专用线、客机折返段和客车整备所。客车整备所共有8条存车线。

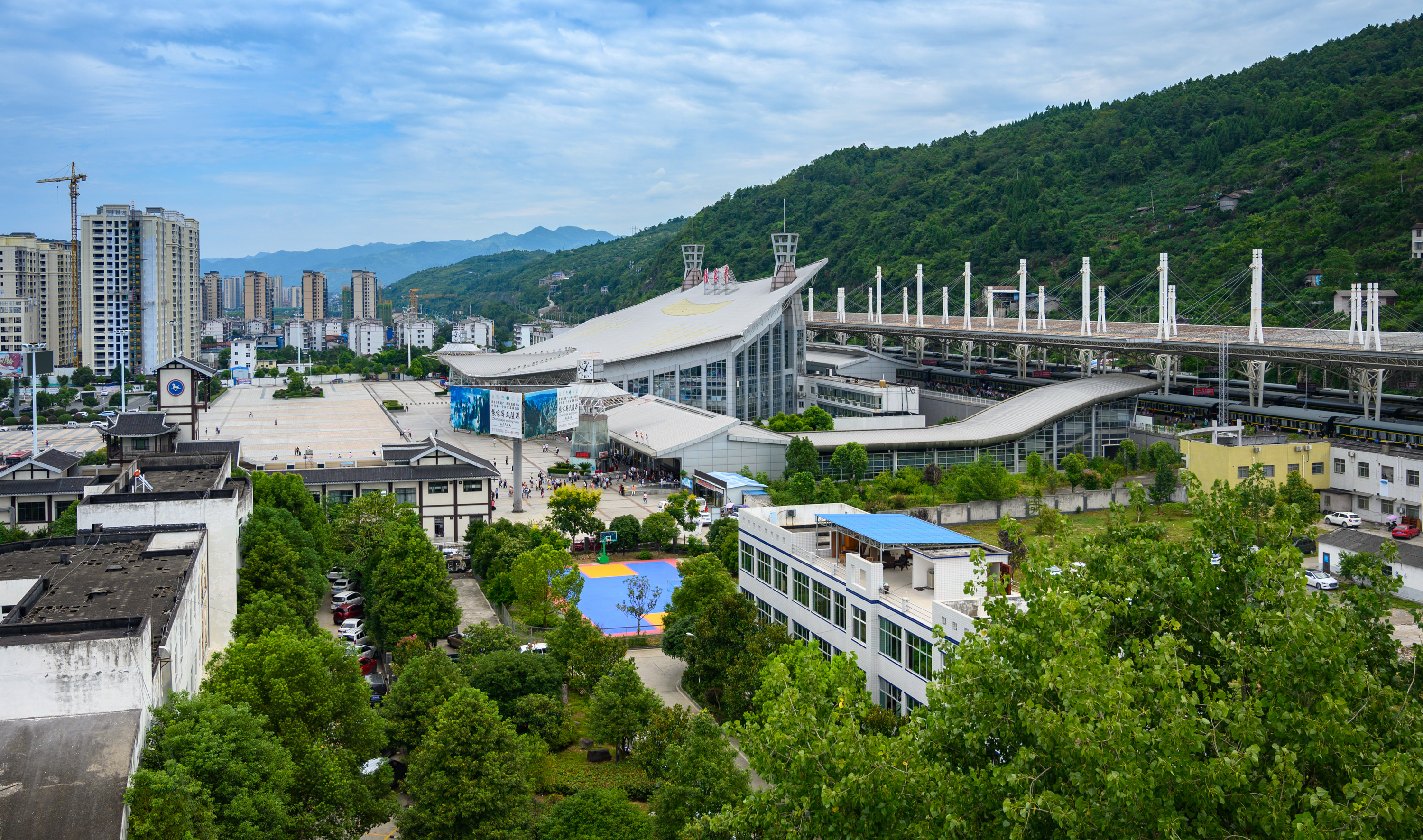
站房侧面
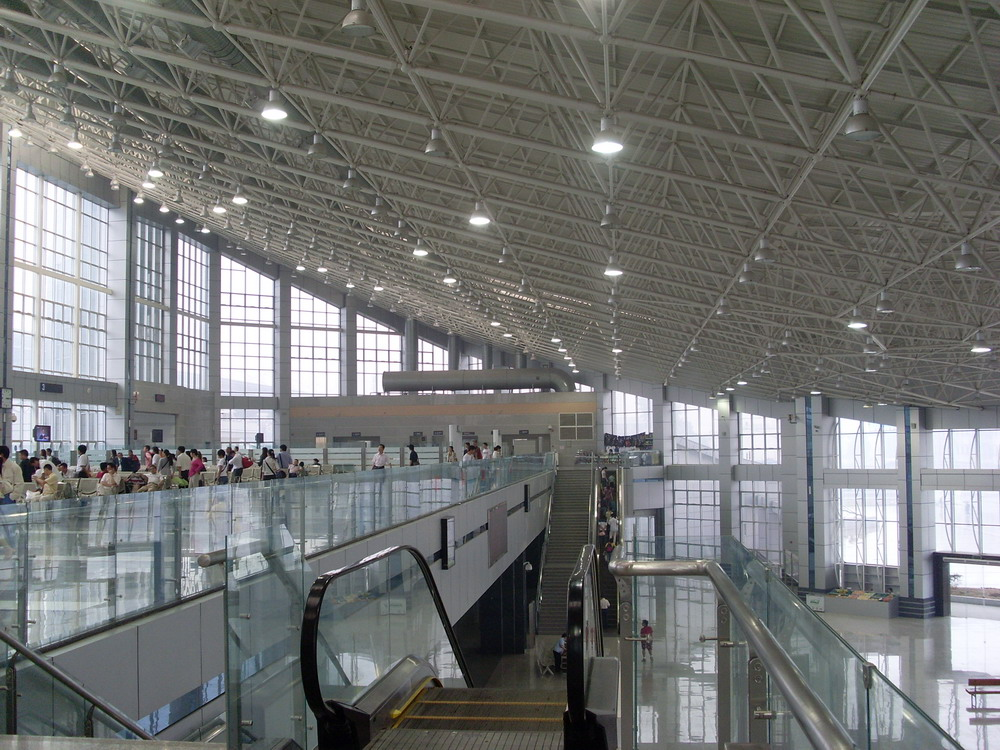
站房内部
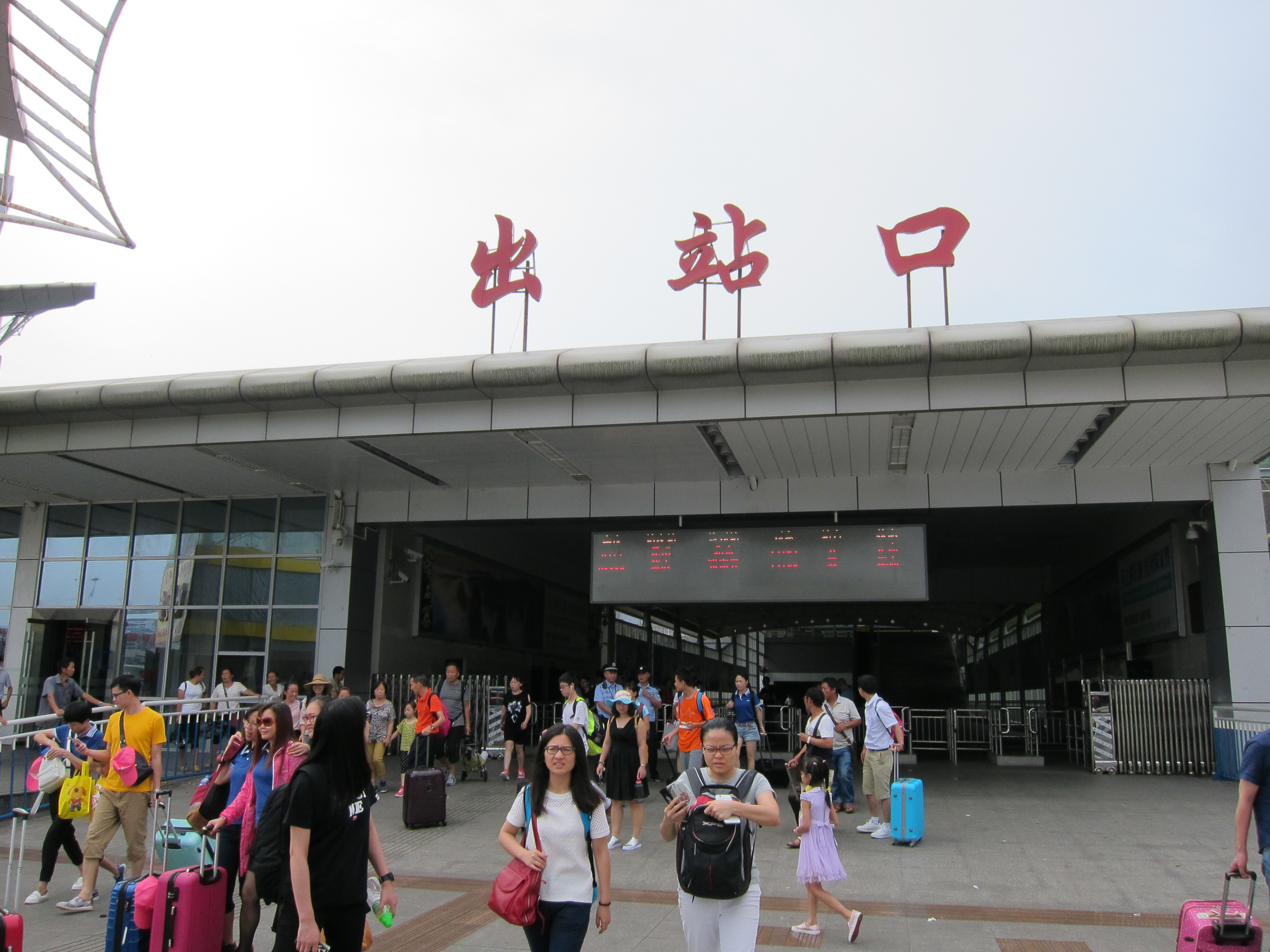
出站口
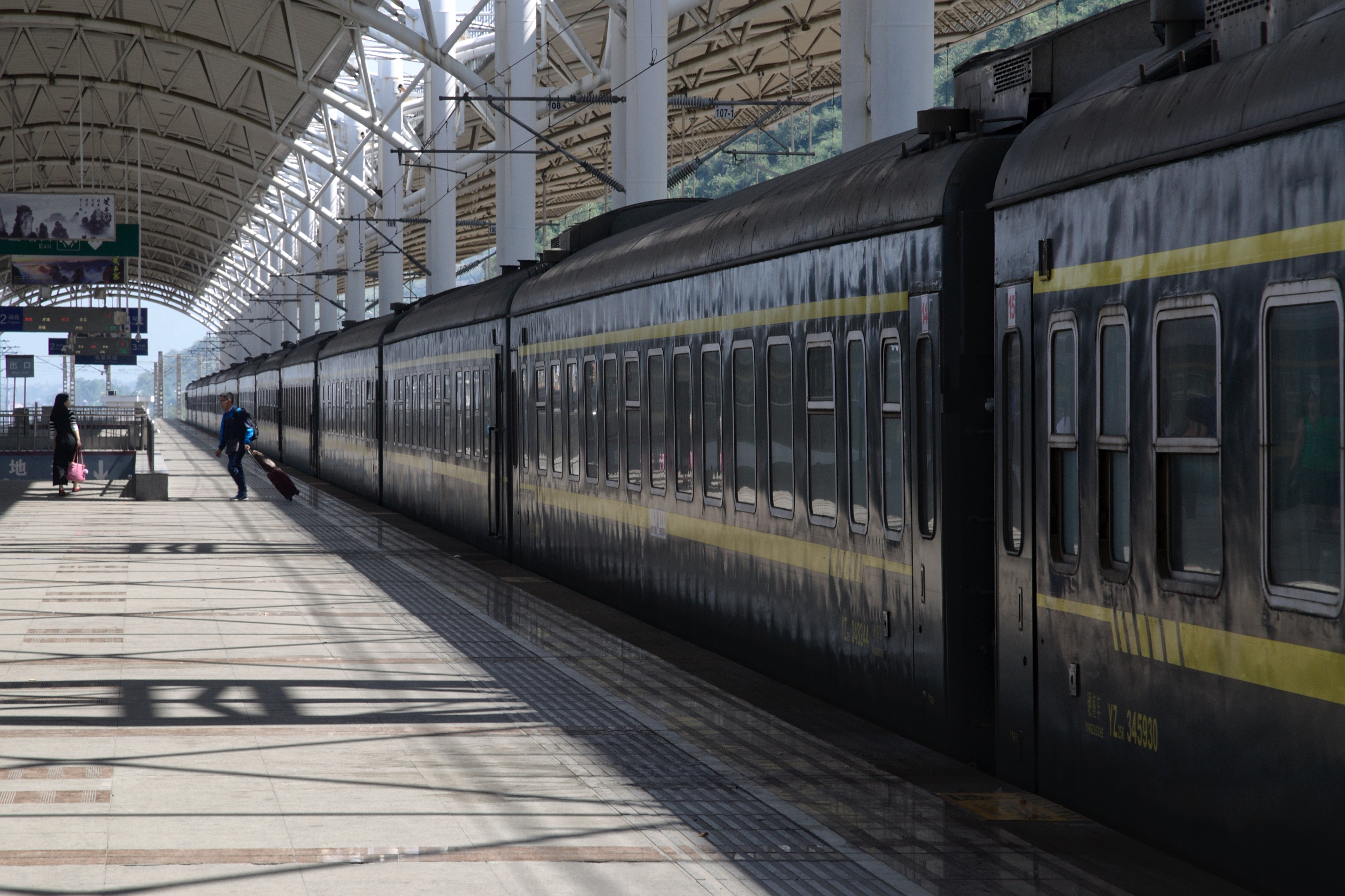
车站站台
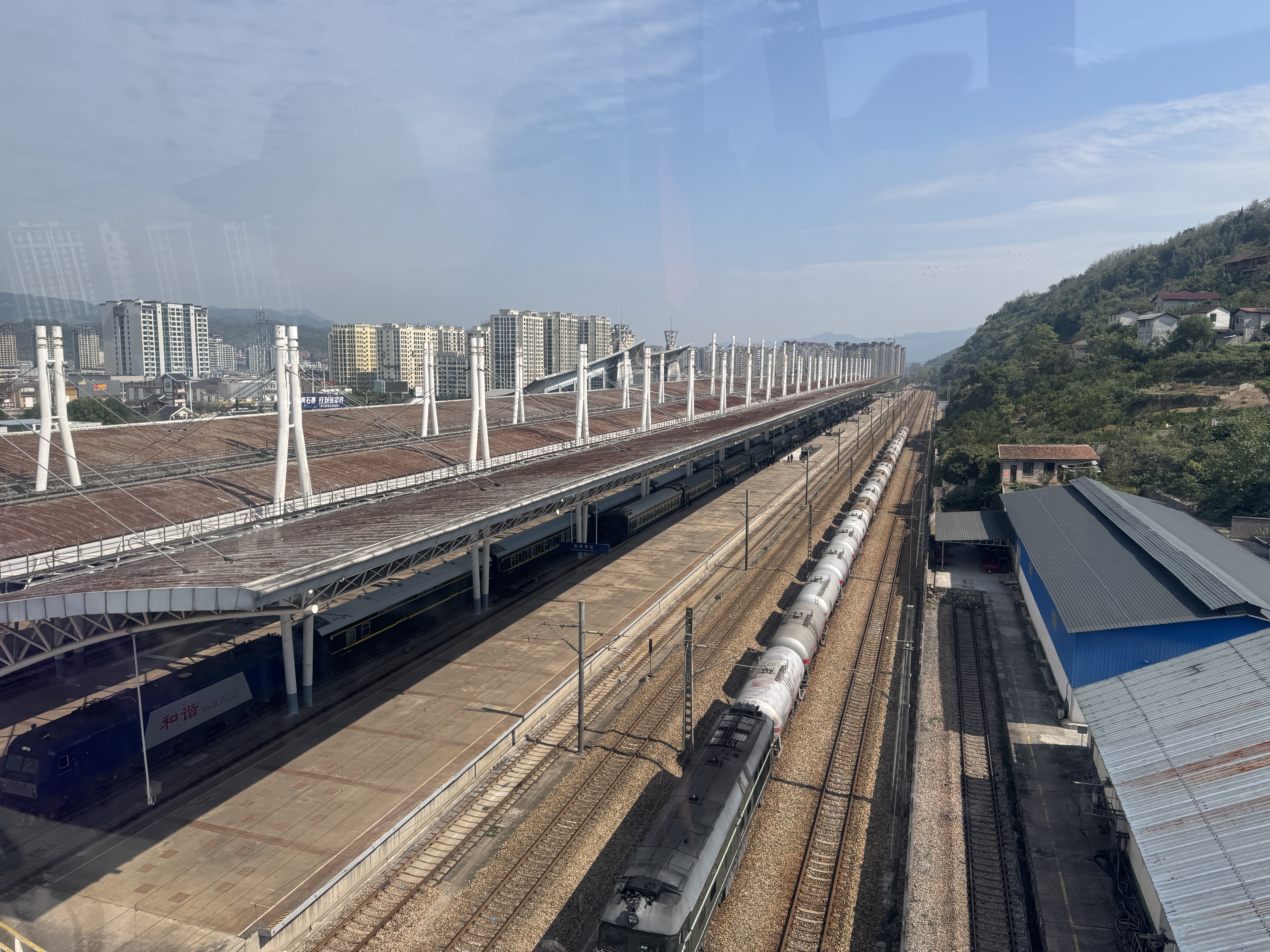
从天门山索道眺望车站货车到发线